# Maine Red Claws 2018-2019
La stagione 2018-19 dei Maine Red Claws fu la 10ª nella NBA D-League per la franchigia.
I Maine Red Claws arrivarono quinti nell'Atlantic Division con un record di 19-31, non qualificandosi per i play-off.

## Roster
| N° | Naz.                   | Ruolo | Sportivo            | Anno | Alt. | Peso |
| -- | ---------------------- | ----- | ------------------- | ---- | ---- | ---- |
| 0  | Stati Uniti (bandiera) | G     | Quenton DeCosey     | 1994 | 196  | 93   |
| 2  | Stati Uniti (bandiera) | G     | Maverick Rowan      | 1996 | 201  | 100  |
| 3  | Stati Uniti (bandiera) | A     | Andrew White        | 1993 | 201  | 95   |
| 5  | Stati Uniti (bandiera) | A     | Nick King           | 1995 | 201  | 102  |
| 7  | Stati Uniti (bandiera) | G     | Trey Davis          | 1993 | 183  | 84   |
| 8  | Stati Uniti (bandiera) | A     | Sheldon Jeter       | 1996 | 203  | 102  |
| 9  | Stati Uniti (bandiera) | G     | R.J. Hunter         | 1993 | 198  | 86   |
| 11 | Stati Uniti (bandiera) | A     | Jeff Roberson       | 1996 | 198  | 100  |
| 12 | Stati Uniti (bandiera) | C     | John Bohannon       | 1991 | 211  | 95   |
| 13 | Stati Uniti (bandiera) | A     | Marcus Georges-Hunt | 1994 | 198  | 100  |
| 15 | Stati Uniti (bandiera) | G     | Walt Lemon          | 1992 | 191  | 82   |
| 20 | Stati Uniti (bandiera) | G     | Justin Bibbs        | 1996 | 196  | 100  |
| 21 | Stati Uniti (bandiera) | A     | Vitto Brown         | 1995 | 203  | 107  |
| 23 | Stati Uniti (bandiera) | A     | Demetre Rivers      | 1995 | 203  | 82   |
| 24 | Stati Uniti (bandiera) | G     | Archie Goodwin      | 1994 | 196  | 86   |
| 35 | Stati Uniti (bandiera) | G     | P.J. Dozier         | 1996 | 198  | 93   |
| 42 | Stati Uniti (bandiera) | A     | Dallas Lauderdale   | 1988 | 203  | 118  |
| 44 | Stati Uniti (bandiera) | AC    | Robert Williams     | 1997 | 208  | 109  |
|    | Stati Uniti (bandiera) | A     | Thomas Robinson     | 1991 | 206  | 108  |
|    | Stati Uniti (bandiera) | G     | Tyrius Walker       | 1995 | 185  | 84   |
|    | Stati Uniti (bandiera) | G     | Brad Wanamaker      | 1989 | 190  | 95   |
|    | Francia (bandiera)     | A     | Guerschon Yabusele  | 1995 | 203  | 120  |

## Staff tecnico
- Allenatore: Brandon Bailey
- Vice-allenatori: Alex Barlow, Evan Bradds, Allen Deep, Allen Harris, Brooks Sales, Pierre Sully